# Serra dels Cortals Nous
La Serra dels Cortals Nous és una serra situada al municipi d'Estamariu a la comarca de l'Alt Urgell, amb una elevació màxima de 1.519 metres.